# Suma Flamenca
Suma Flamenca es un festival musical de flamenco que tiene lugar cada año en torno a junio en distintos puntos de la Comunidad de Madrid (España).
Su primera edición, celebrada entre el 30 de mayo y el 11 de junio de 2006, fue presentada ante los medios por el consejero de Cultura y Deportes de la Comunidad de Madrid, Santiago Fisas, en el Complejo El Águila, una antigua fábrica de cerveza. Además de las actuaciones de diversos artistas del flamenco como Carmen Linares o Enrique Morente, la programación incluyó un rastrillo temático, así como una exposición sobre la historia del flamenco en Madrid de mano del archivo de José Blas Vega.
Algunas de las salas y tablaos que han acogido actuaciones en el marco del festival Suma Flamenca son el Corral de la Morería, los Teatros del Canal y el Teatro de La Abadía en Madrid, el Teatro Real Carlos III de Aranjuez y el Corral de Comedias de Alcalá de Henares.
En 2009, el festival fue galardonado con el Premio Madrid a la Mejor Iniciativa Cultural.
En 2019 se celebra la XIV edición del festival.